# 鬼哭街
《鬼哭街 -The Cyber Slayer-》是由Nitro+于2002年3月29日发售的十八禁文字冒险游戏。2011年5月28日发售全年龄版本。

## 概要
本来是《"Hello, world."》制作长期化的副产品。以“希望纯粹地享受故事”为制作意图而放弃所有分支选项的特殊游戏作品。

## 故事
近未来的上海，被名为“青云帮”的组织支配着，随着控制论技术实用化带来的赛博格化，拥有超常身体机能的改造人横行于世。
作为普通人以使用“电磁发劲”闻名的“紫电掌”孔涛罗，是组织的杀手。然而在1年前，他在澳门执行任务时遭朋友背叛，徘徊在生死线。最终保住一命返回上海的孔涛罗，得知组织被叛徒和改造人控制，心爱的妹妹孔瑞麗也惨遭杀害，其意识被分割成5份，分别转写到了5具Gynoid（女性机器人）之中。
孔涛罗为了向背叛自己并杀死妹妹的人们报仇，并找到纪录着妹妹意识的5具Gynoid，使妹妹意识的重新合并到一起，开始了孤独的战斗。

## 人物介绍

### 主要登場人物
“声”配音变更时为：广播剧CD、全年龄版的配音。
孔濤羅（コン・タオロー）
声 - 井上和彦
本作的主人公。擅长运用向改造人的机械化神经中打入电磁脉冲将之破坏的对电子气功“电磁发劲”的杀手。人称“紫电掌”。是戴天流剑法的传人，拥有连坦克正面的装甲都能够劈开的力量。
遭劉豪軍背叛，身负重傷。1年后重返上海，得知了组织的变化和妹妹的死，为了给妹妹报仇，独自向组织挑战。为将妹妹被分割的意识重合，而带着少女型Gynoid的孔瑞麗同行。
孔瑞麗（コン・ルイリー）
声 - 田村ゆかり
孔濤羅的妹妹。惨遭杀害后，其意识被分割到了5具Gynoid的记忆体之中。
樟賈寳（ジャン・ジャボウ）
声 - 小杉十郎太
原来是保镖后成为女衒的老板。擅长使用北派少林拳。人称“六臂金刚”。
表面看上去性格豪放。
朱笑嫣（チュウ・シャオヤン）
声 - 折笠愛
擅长使用鷹爪功的改造人武者。人称“羅刹太后”。担任青雲幇内部的仲裁者。
性格残虐的虐待狂。喜欢虐待并杀害少女，特别是玩弄寄宿着孔瑞麗意识的Gynoid。
呉榮成（ン・ウィンシン）
声 - 大塚芳忠
曾经是以強大的殺人程序恶名远扬的电脑犯罪者。人称“网络蛊毒”。
現在是業界最大的电子器具研究開発企業·上海義肢公司的社長。有时也兼任调整組織幹部的身体任务。性格姑息的策士。
在广播剧CD版中，担当朱笑嫣、斌偉信的电子器具的调整以及构造劉豪軍的義体。
斌偉信（ビン・ワイソン）
声 - 青野武/藤原啓治
劉豪軍的辅佐者。擅长使用暗器，人称“百綜手”。
性格虽为策士，但和呉榮成不同平时也沈着冷静。在本作中不仅出场很少，而且结局也过于简单。而在广播剧CD版中的出场被大幅増加。
劉豪軍（リュウ・ホージュン）
声 - 鈴置洋考/速水奨
戴天流門下孔濤羅的师弟，孔瑞麗的未婚夫，但現在是孔濤羅最大的仇敵。人称“鬼眼麗人”。是青雲幇的副帮主，不顾年迈的帮主天遠，实际支配着帮派。
以組織的利益为優先，推行赛博格化而不能练习气，导致失去大部分的戴天流武功。除了大脑以外全身都已机械化……
謝逸達（ツェ・イーター）
声 - 家弓家正
Gynoid瑞麗以及幹部的Gynoid的制造者。以前是电脑神经学领域的第一人。不过，为了进行被禁止的技术「魂魄转写」的研究，而不惜进行残忍的实验，失去了地位，现在沦落为后街的非法医者。人称“左道鉗子”。
为了自己的研究，协助了幹部分割孔瑞麗的意識转写到Gynoid之中。

## 主题歌
《泪尽铃音响》
作曲、编曲：大山曜　作词：江幡育子　演唱：伊藤香奈子
※作为原作者的虚淵玄在小说版的后记中评价到“正是因为有了此曲才使得《鬼哭街》的变完整”。
《Soul For The Sword》（全年龄版角色歌）
作曲、编曲：大山曜　作词：江幡育子　演唱：伊藤香奈子

## 相关作品

### 小说版
- 《鬼哭街：紫电掌》 ISBN 4-04-427809-1
- 《鬼哭街：鬼眼丽人》 ISBN 4-04-427810-5

### CD
- 《鬼哭街 The Cyber Slayer 原声音乐》

### 广播剧CD
- 《鬼哭街 反魂剑鬼》